# Theo Robinson
Theo Larayan Ronaldo Robinson (* 22. Januar 1989 in Birmingham) ist ein englisch-jamaikanischer Fußballspieler.

## Verein
Theo Robinson debütierte am 22. April 2006 für den damaligen englischen Zweitligisten FC Watford bei einem 2:1-Auswärtserfolg über die Queens Park Rangers. In der folgenden Saison spielte er dann auch nach dem Aufstieg in die Premier League bei einem 1:1-Unentschieden gegen Newcastle United erstmals in der höchsten Spielklasse des Landes. Nach einem ersten Wechsel auf Leihbasis zum unterklassigen FC Wealdstone, wurde er für die Saison 2007/08 an den Viertligisten Hereford United verliehen. Robinson (43 Ligaspiele/13 Tore) stieg am Ende der Spielzeit mit Hereford als Tabellendritter in die dritte Liga auf. Nach drei Ligaspielen für Watford in der Football League Championship 2008/09, wechselte er am 23. Januar 2009 auf Leihbasis zum Drittligisten Southend United und erzielte bis zum Saisonende sieben Ligatore. Am 3. Juli 2009 verpflichtete ihn der Drittligist Huddersfield Town auf fester Vertragsbasis. Für sein neues Team erzielte er dreizehn Tore in der Football League One 2009/10 und war damit nach Sturmpartner Jordan Rhodes (19 Tore) zweitbester Torschütze seiner Mannschaft. Huddersfield zog als Tabellensechster in die Play-offs ein, scheiterte jedoch vorzeitig am FC Millwall (0:0 und 0:2). Nachdem er bereits in der Hinrunde der Saison 2010/11 auf Leihbasis zum FC Millwall gewechselt war, verpflichtete ihn der Verein aus London am 14. Januar 2011 auf fester Vertragsbasis. Nur einen Monat später verlieh ihn der Verein jedoch bis zum Saisonende an den Ligakonkurrenten Derby County. Robinson erzielte für Derby zwei Tore in dreizehn Spielen der Football League Championship 2010/11 und wurde zu Beginn der neuen Saison von Derby verpflichtet und mit einem Zweijahresvertrag ausgestattet. Die Football League Championship 2011/12 beendete Robinson (39 Ligaspiele/10 Tore) mit County als Tabellenzwölfter. In der Hinrunde der Saison 2012/13 erzielte er zwar acht Treffer, wurde aber für die Rückrunde an Huddersfield Town verliehen. Anschließend wechselte er zu den Doncaster Rovers und wurde auch von dort an Scunthorpe United ausgeliehen. 2015 ging Robinson dann zum FC Motherwell nach Schottland, kehrte aber nach einem halben Jahr leihweise zum englischen Verein Port Vale zurück. Es folgten weitere Stationen bei Lincoln City, Southend United, Swindon Town, Colchester United, erneut Port Vale, Bradford City und seit Oktober 2022 steht der Stürmer beim Viertligisten Hartlepool United unter Vertrag.

## Nationalmannschaft
2013 absolvierte Robinson sieben Partien für die jamaikanische A-Nationalmannschaft während der Qualifikation zur Weltmeisterschaft 2014 in Brasilien.